# Euthyatira lorata
Euthyatira lorata là một loài bướm đêm thuộc họ Drepanidae. Nó được tìm thấy ở wet coastal forests ở tây bắc Bắc Mỹ, bao gồm Oregon và Washington.
Sải cánh dài khoảng 44 mm. Con trưởng thành bay từ spring tới đầu summer.
Ấu trùng ăn các loài the foliage of cây sơn thù dus (Cornus).